# IQCF3
IQCF3 (англ. IQ motif containing F3) – білок, який кодується однойменним геном, розташованим у людей на 3-й хромосомі. Довжина поліпептидного ланцюга білка становить 154 амінокислот, а молекулярна маса — 18 251.
| 10         |  | 20         |  | 30         |  | 40         |  | 50         |
| ---------- |  | ---------- |  | ---------- |  | ---------- |  | ---------- |
| MGSKCCKGGP |  | DEDAVERQRR |  | QKLLLAQLHH |  | RKRVKAAGQI |  | QAWWRGVLVR |
| RTLLVAALRA |  | WMIQCWWRTL |  | VQRRIRQRRQ |  | ALLRVYVIQE |  | QATVKLQSCI |
| RMWQCRQCYR |  | QMCNALCLFQ |  | VPESSLAFQT |  | DGFLQVQYAI |  | PSKQPEFHIE |
| ILSI       |  |            |  |            |  |            |  |            |

A: Аланін

C: Цистеїн

D: Аспарагінова кислота

E: Глутамінова кислота

F: Фенілаланін

G: Гліцин

H: Гістидин

I: Ізолейцин

K: Лізин

L: Лейцин

M: Метіонін

N: Аспарагін

P: Пролін

Q: Глутамін

R: Аргінін

S: Серин

T: Треонін

V: Валін

W: Триптофан